# Benin himnusza
A benini nemzeti himnusz zenéjét és szövegét is Gilbert Jean Dagnon (*1926) szerezte. 1960 óta az ország hivatalos himnusza. Az 1970-es években a baloldali hatalomátvétel után – más afrikai országoktól eltérően – Benin nem változtatta meg a himnuszát, csak az ország nevét cserélték fel a szövegben 1975-ben Dahomeyről Beninre. 

## A francia szöveg
L´Aube Nouvelle
Jadis à son appel, nos aïeux sans faiblesse 

Ont su avec courage, ardeur, pleins d'allégresse

Livrer au prix du sang des combat éclatants.

Accourez vous aussi, bâtisseurs du présent,

Plus forts dans l'unité, chaqu'jour à la tâche,

Pour la postérité, construisez sans relâche.
Kórus
Enfants du Bénin, debout!

La liberté d'un cri sonore

Chante aux premiers feux de l'aurore;

Enfants du Bénin, debout!
Quand partout souffle un vent de colère et de haine.

Béninois, sois fier, et d'une âme sereine,

Confiant dans l'avenir, regarde ton drapeau!

Dans le vert tu liras l'espor du renouveau,

De tes aïeux le rouge évoque le courage;

Des plus riches trésors le jaune est le présage.
Kórus
Tes monts ensoleillés, tes palmiers, ta verdure,

Cher Bénin, partout font ta vive parure.

Ton sol offre à chacun la richesse des fruits.

Bénin, désormais que tes fils tous unis

D'un fraternel élan partagent l'espérance

De te voir à jamais heureux dans l'abondance.

## Az első rész magyar szövege
Egy új nap hajnala
Hajdanán hívásra őseink teljesítették feladatuk, 

Erővel, bátorsággal, hévvel és tiszta lelkesedéssel 

Vérük feláldozásával a szörnyű harcokban. 

A jelen építői ti is álljatok a sorba 

Minden nappal az egység legyen a célotok, 

Utódaidnak a jövőt építsd szünet nélkül. 
KÓRUS
Benin fiai, fel! 

Visszhangzik a szabadság szava 

Amint a hajnalpír dereng 

Benin fiai, fel! 